# Damarinseln
Die indonesischen Damarinseln gehören zu den Barat-Daya-Inseln.

## Geographie
Damar (indonesisch Pulau Damer) ist mit 194,47 km² die größte der Damarinseln mit dem Atoll Nus Leur (0,33 km²) im Westen, Terbang Utara (4,63 km²) und Terbang Selatan (4,78 km²) im Süden und Teun (14,18 km²), etwas weiter abseits im Osten. Damar, Nus Leur und die Terbanginseln bilden zusammen den Distrikt (Kecamatan) Damer, der zu dem Regierungsbezirk (Kabupaten) der Südwestmolukken gehört. Hauptort des Distriktes ist Wulur auf Damar. Teun gehört zum Distrikt Teun Nila Serua (Regierungsbezirk Maluku Tengah). Alle Inseln sind Teil der Provinz Maluku.
Im Westen der Inselgruppe liegt Romang mit seinen vorgelagerten kleinen Inseln. Im Osten liegt die Insel Nila. Romang, Damar, Teun und Nila sind Teil des inneren Bandabogens, einer Kette von Inseln vulkanischen Ursprungs.
Ursprünglich waren Damar und Teun bewohnt, die Bevölkerung von Teun wurde aber zwischen 1979 und 1983, wegen der Bedrohung durch den Serawerna (655 m), dem dortigen Vulkan, nach Seram zwangsumgesiedelt. Der höchste Berg der Inselgruppe ist mit 868 m der Vulkan Wurlali auf Damar. Auf der Insel befinden sich außerdem die Berge Pahwuwi (534 m) und Akrewhi 495 m.